# 陈彦 (陈朝)
陈彦，字承懿，南北朝时期人，陈朝永嘉王，陈后主陈叔宝第三子，生母為吕淑媛。

## 生平
陈后主至德元年（583年），立为永嘉王。不久官至忠武将军、南徐州刺史，进号安南将军。陈末，隋军大举南下，陈彦受封散骑常侍、使持节、都督江、巴、东衡三州诸军事、平南将军、江州刺史。同二哥陈嶷一样，尚未上任，隋军便渡江灭陈。后主祯明三年（589年）与陈后主等被迫迁往关中。隋炀帝大业年间，官至襄武令。